# بيل هوكينز
بيل هوكينز (بالإنجليزية: Bill Hawkins) هو لاعب كرة قدم أمريكية أمريكي، ولد في 9 مايو 1966 في ميامي في الولايات المتحدة.

## وصلات خارجية
- بيل هوكينز على موقع مرجع كرة القدم المحترفة.كوم (الإنجليزية)